# アンディ・ジャシー
アンドリュー・R・ ジャシー（Andrew R. Jassy、1968年1月13日 - ）は、アメリカ合衆国の経営者。AmazonのCEO兼社長。かつてはAmazon Web ServicesのCEOを務めていた。

## 経歴
ニューヨーク州スカーズデール在住のマージェリーとエベレット・L・ジャシーの間で育ったハンガリー系ユダヤ人である。スカーズデール育ちであり、スカーズデール高校に通っていた。
ハーバード大学で学士号を取得し、ハーバード・ビジネス・スクールでMBAを取得した。卒業後は収集品会社MBIのプロジェクトマネージャーとして働いていた。また、MBIの同僚と共に会社を設立したが、後に閉鎖した。
1997年、Amazonにマーケティングマネージャーとして入社した。共同創業者兼CEOだったジェフ・ベゾスのサポート役を務めたほか、2003年に立ち上げられたAmazon Web Servicesでは57名をまとめるマネージャー職に選ばれた。2016年まではAWSにてSVP、2023年まではCEOをそれぞれ務めた。
2021年2月2日、ベゾスが取締役会長に移行することから、後任としてAmazonのCEOに任命されたことが発表された。同年7月5日、正式にAmazonのCEOに就任した。

## 人物
父はニューヨークの法律事務所デューイ・バランタインのロサンゼルス事務所のマネージング・パートナーである。
1997年にカリフォルニア州サンタモニカのロウズホテルにて、シアトルの衣料品小売店エディ・バウアーのファッションデザイナーでフィラデルフィア繊維科学大学の卒業生であるエラナ・ロシェル・キャプランと結婚した。